# Ukraino-Canadiens
 (mars 2020).
Si vous disposez d'ouvrages ou d'articles de référence ou si vous connaissez des sites web de qualité traitant du thème abordé ici, merci de compléter l'article en donnant les références utiles à sa vérifiabilité et en les liant à la section « Notes et références ».
Pour un article plus général, voir Diaspora ukrainienne.
Les Ukraino-Canadiens sont des citoyens du Canada qui ont des origines ukrainiennes. Selon le recensement de 2016, 1 359 655 Canadiens et Canadiennes  (soit 3,8 % de la population) sont d'origine ukrainienne.

## Histoire

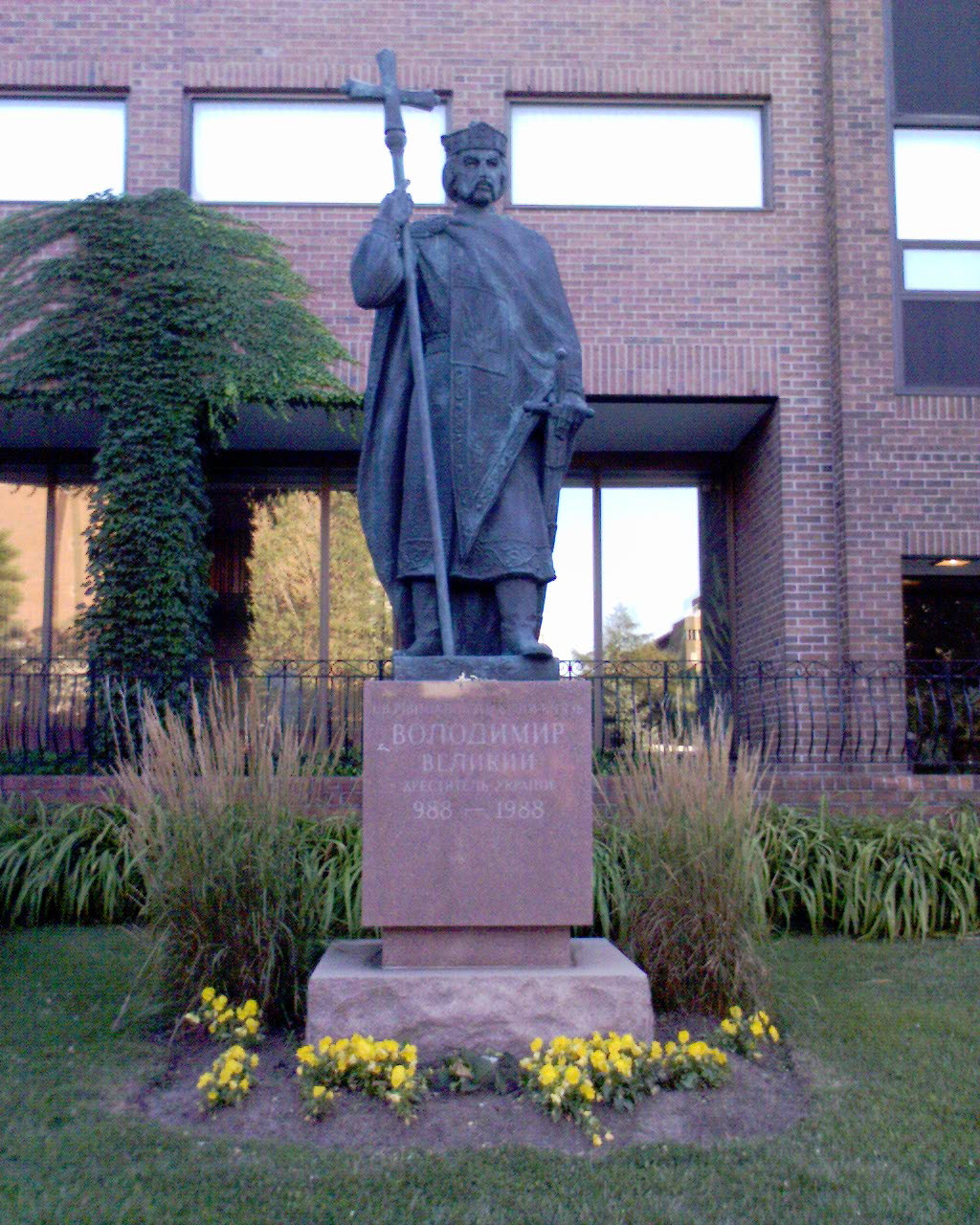
Statue de Vladimir Ier faite par la diaspora ukrainienne à Toronto.

Les Ukraino-Canadiens sont concentrés dans les régions rurales de l'Ouest, bien que des communautés ukrainiennes sont présentes partout au Canada, notamment au Québec (la communauté ukrainienne de Montréal existe depuis la fin du XIXe siècle). Leurs origines remontent à 1892 lorsque Iwan Pylypow et Wasyl Eleniak amenèrent plusieurs familles avec eux pour s'établir dans le pays. Ils fondèrent la colonie d'Edna Star, ce qui est devenu le premier et plus grand établissement ukrainien au Canada.
Mais, ce fut le Dr Joseph Oleskiw qui fut le premier véritable promoteur de l'immigration ukrainienne dans les années 1890. Il encouragea les habitants de l'Ouest de l'Ukraine (Cisleithanie, Galicie, Bucovine) à venir s'établir en sol canadien. De nombreux agriculteurs choisirent l'Ouest en raison de ses riches terres agricoles.
Les Prairies étaient souvent comparées aux steppes de l'Ukraine. Or, plusieurs immigrants ont préféré s'établir dans les longs espaces verts près de Winnipeg, car leur terre natale ressemblait davantage aux paysages boisés près des Carpates. Lors de leur arrivée, plusieurs ont dû réaliser que le système seigneurial avait été aboli au Canada quelques décennies plus tôt, alors qu'il existait toujours chez eux. 
Pour les premières générations d'habitants, la vie rurale, l'attachement familial et la proximité culturelle et géographique sont des valeurs primordiales qui font vivre les gens. Depuis la seconde guerre mondiale, les Ukraino-Canadiens ont cependant rejoint les villes et se sont regroupés au sein des communautés urbaines. 
De 1914 à 1920, le climat politique est particulièrement difficile pour la communauté ukrainienne, lorsque l'internement ukraino-canadien oblige 8 000 hommes à être détenus grâce à la loi sur les mesures de guerre. En raison du conflit avec l'Autriche-Hongrie, les citoyens détenant la nationalité austro-hongroise étaient vus d'un œil méfiant par les autorités gouvernementales. Cet événement a été commémoré par une plaque au parc national de Banff et par Paul Martin, qui s'est engagé à verser 2,5 millions pour rappeler ce sombre chapitre de la mémoire canadienne.
En plus de l'anglais et du français, plusieurs écoles publiques de l'Ouest offrent des cours en langue ukrainienne aux parents souhaitant que leurs enfants apprennent leur langue maternelle. L'ukrainien canadien est le dialecte parlé par les locuteurs canadiens de la langue ukrainienne. Il a donné de nombreux emprunts à l'anglais de l'Ouest.
Selon le recensement de 2016, 1 359 655 Canadiens et Canadiennes  (soit 3,8 % de la population) sont d'origine ukrainienne

## Politique
Politiquement, les Ukraino-Canadiens ont longtemps été au cœur du socialisme canadien. La majorité des immigrants étaient anti-soviétiques, mais une minorité était communiste et formait une légère part du Parti communiste du Canada. De plus, les immigrants ukrainiens jouaient un rôle important dans les associations agricoles marxistes telles l'UFLTA. Ils ont joué un rôle central au sein du Parti social démocratique et du Nouveau Parti démocratique. 
Le mouvement en reconnaissance de l'Ukraine sur le plan international a aussi été important dans l'histoire de la communauté. Après que l'Ukraine eût déclaré son indépendance le 24 août 1991, le Canada fut l'un des premiers pays à reconnaître le nouveau pays. Plus tard, les Ukrainiens aidèrent à bâtir l'ambassade de l'Ukraine à Ottawa. De plus, le Canada a reconnu l'Holodomor comme un acte génocidaire et le Canada a envoyé ses observateurs lors de la révolution orange de 2004.

## Religion

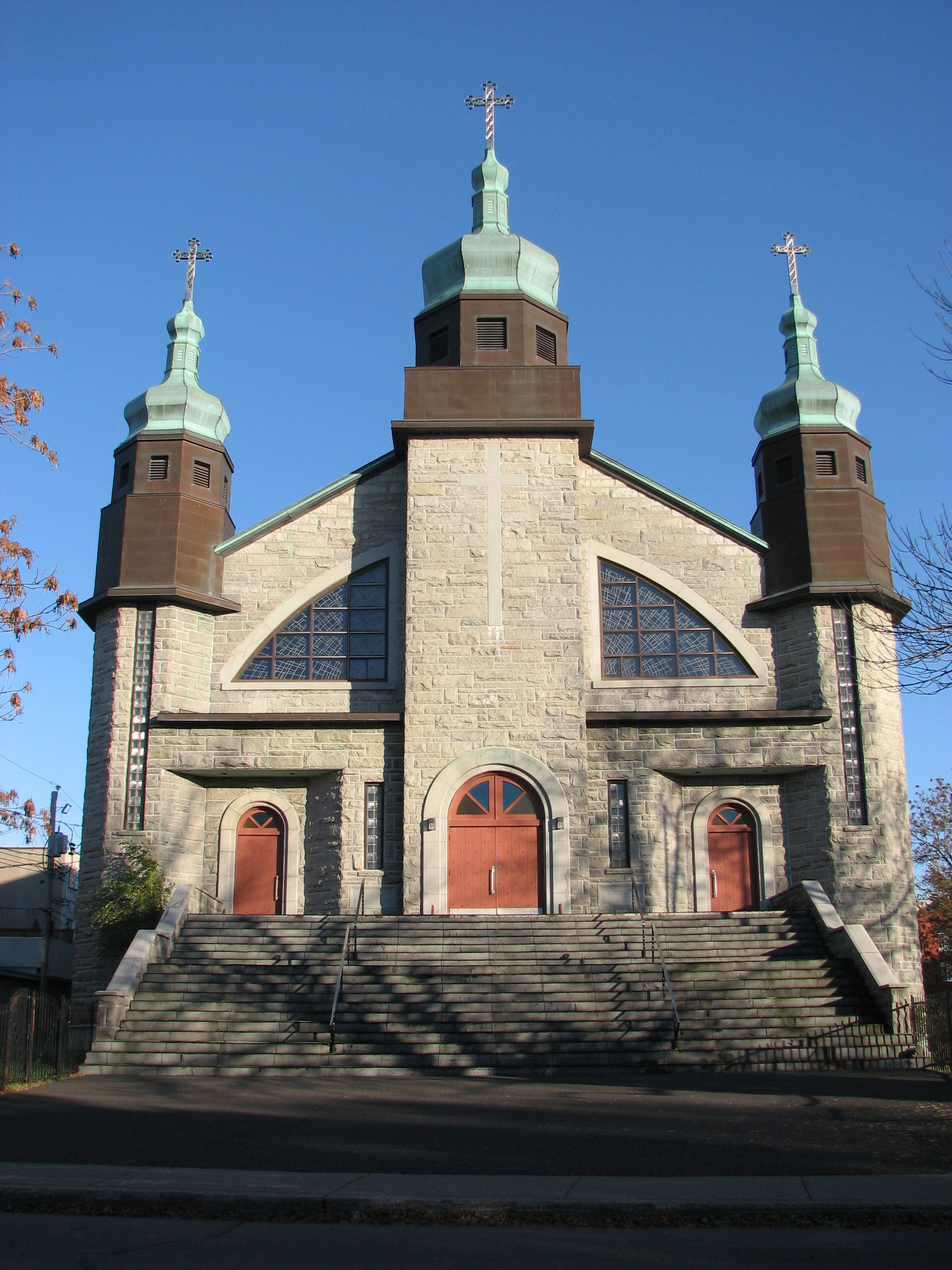
Église catholique ukrainienne de l'Assomption-de-la-Bienheureuse-Vierge-Marie (Montréal, Québec)

En matière de religion, les Ukrainiens venus au Canada étaient majoritairement gréco-catholiques, mais ceux provenant de la Bucovine étaient orthodoxes. Les catholiques sont membres de l'Église gréco-catholique ukrainienne, une Église catholique orientale en communion avec Rome. Chez les orthodoxes, l'Église orthodoxe ukrainienne du Canada a été établie pour réduire les craintes de l'influence tsariste. De nos jours, certains Ukraino-Canadiens peuvent aussi être protestants ou athées.

## Culture

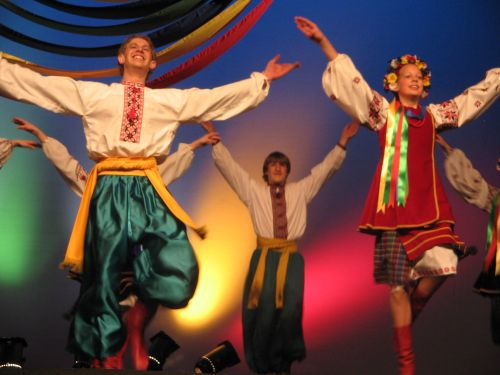
Une troupe de danse ukrainienne au Festival culturel ukrainien de la Colombie-Britannique

Dans le domaine artistique, le Canada abrite quelques-unes des plus grandes troupes de danse ukrainienne, qui rivalisent même parfois avec celles de l'Ukraine. À Edmonton, le Shumka se rassemble avec plusieurs groupes amateurs de danse. Les Ukrainiens sont aussi connus pour leurs Pysanky, ou œufs de Pâques, qu'ils décorent avec beaucoup d'élaboration. Le plus grand pysanka du monde est à Vegreville en Alberta. Les tours en ampoule ont des murailles et des murs d'icônes peints à l'intérieur.

### Gastronomie
La cuisine ukrainienne fait aussi partie de la vie culturelle des Ukraino-Canadiens. À la veille de Noël, un souper de douze plats est spécialement servi. Le bortsch, le holobtsi, le pyrohy et le kovbasa sont parmi les mets les mieux connus. Le plus grand pierogi du monde est à Glendon en Alberta.

## Institutions
Sur le plan institutionnel, les Ukraino-Canadiens sont assistés par le centre pour les études ukraino-canadiennes, le collège Saint-André de Winnipeg, l'association ukraino-canadienne des libertés civiles, congrès ukraino-canadien, le centre culturel ukraino-canadien de Toronto, le village de l'héritage culturel ukrainien et l'Institut Saint-Pierre-Mohyla de Saskatoon.

## Personnalités
- Dave Andreychuk - joueur de hockey
- James Bezan - membre du parlement
- Fedor Bohatirchuk - joueur d'échecs
- Roberta Bondar - astronaute
- Michael Bossy- joueur de hockey
- Johnny Bower - joueur de hockey
- Johnny Boychuk - joueur de hockey
- Tyler Bozak - joueur de hockey
- Walter Broda - joueur de hockey
- Johnny Bucyk - joueur de hockey
- Ken Daneyko - joueur de hockey
- Roman Danylo - comédien
- Peter Dmytruk - héros de guerre
- Ivan Doroschuk - musicien de Men Without Hats
- Ernie Eves - ancien Premier ministre de l'Ontario
- Métropolitain Wasyly (Fedak) - ancien primat et métropolitain de l'Église orthodoxe ukrainienne du Canada
- Bernie Federko - joueur de hockey
- Gary Filmon - ancien Premier ministre du Manitoba
- Luba Goy - comédien
- Wayne Gretzky - joueur de hockey
- Dale Hawerchuk - joueur de hockey
- Jill Hennessy - actrice canadienne
- Ramon John Hnatyshyn - ancien gouverneur général du Canada
- Juliette - chanteuse et animatrice à la SRC
- Stephen Juba - ancien maire de Winnipeg
- Gerard Kennedy - ministre de cabinet de l'Ontario
- Filip Konowal - récipiendaire de la croix de Victoria
- William Kurelek - peintre
- Ihor Kurok -  artiste, ancien joueur de soccer
- Peter Liba - ancien lieutenant-gouverneur du Manitoba
- Lubomyr Luciuk - professeur, auteur et chercheur
- Joffrey Lupul - joueur de hockey
- John Max - photographe
- Eugene Melnyk - propriétaire de  Biovail Pharma et des Sénateurs d'Ottawa
- Steve Peters - ministre du cabinet de l'Ontario
- Roy Romanow - ancien Premier ministre de la Saskatchewan
- Jaroslav Rudnyckyj - linguiste et père du multiculturalisme
- Terry Sawchuk - gardien de but
- William Shatner - acteur
- Joe Shuster - dessinateur de comics
- Marsha Skrypuch - écrivain
- Theresa Sokyrka - chanteuse
- John Sopinka - juriste
- Jordin Tootoo - joueur de hockey
- Alex Trebek - animateur de télévision
- Judy Wasylycia-Leis - membre du parlement
- Ed Werenich - joueur de curling
- Borys Wrzesnewskyj - membre du parlement